# Карлос Сааведра Ламас
Ка́рлос Сааве́дра Ла́мас (ісп. Carlos Saavedra Lamas, 1 листопада 1878, Буенос-Айрес — 5 травня 1959, Буенос-Айрес) — аргентинський науковець та політик, лауреат Нобелівської премії миру 1936 року («За миротворчу роль в болівійсько-парагвайському конфлікті 1935 року».) — перший латиноамериканець, що отримав подібну нагороду.

## Біографія
Народився в Буенос-Айресі у родині аргентинських аристократів, навчався на юриста в Університеті Буенос-Айреса, а потім на соціолога в Національному університеті Ла-Плати, після чого отримав посаду професора в Буенос-Айресі. Його перші наукові роботи стосувалися трудового законодавства, він підкреслював важливість затвердження єдиної доктрини з цього питання.
Його політична кар'єра розпочалася 1906 року. Починаючи з 1908 року, він двічі обирався до аргентинського парламенту, де перш за все займався міжнародними відносинами. 1915 року він був призначений міністром судів та освіти.
На посаді міністра з 1932 по 1938 рік (протягом президентства Хусто) він займався посередництвом у Чакській війні між Парагваєм та Болівією та при складенні кількох міжнародних договорів між південноамериканськими і європейськими державами. Зокрема, він домовився про Південноамериканський антивоєнний пакт, що у разі війни між країнами, що підписали його, зобов'язував решту країн створити комітети для припинення ворожнечі та здійснення дипломатичних дій проти обох країн, залучених у конфлікт, поки вони не припинять ворожнечу. Цей договір був ратифікований південноамериканськими країнами та був добре сприйнятий у Лізі Націй. 1936 року Сааведра сам служив президентом Ліги Націй.
З 1941 по 1943 року він займав посаду ректора Університету Буенос-Айресу, а потім викладав у ньому до 1946 року.